# کشش واکه
در زبان‌شناسی، کشش واکه (انگلیسی: Vowel length) به دیرش یک واکه گفته می‌شود.